# 416 a.C.
Il 416 a.C. (CDXVI a.C. in numeri romani) è un anno  del V secolo a.C.

## Eventi
- Alcibiade accoglie la richiesta d'aiuto di Segesta (alleata ateniese), contro Siracusa (alleata spartana).
- Spedizione ateniese contro l'isola di Melo che, poco prima, aveva disertato dalla Lega Delio-Attica
- Roma
  - Tribuni consolari Quinto Fabio Vibulano Ambusto, Spurio Nauzio Rutilo II, Aulo Sempronio Atratino III e Marco Papirio Mugillano II